# Девід Маккрірі
Девід Маккрірі (англ. David McCreery, нар. 16 вересня 1957, Белфаст) — північноірландський футболіст, що грав на позиції півзахисника. По завершенні ігрової кар'єри — тренер.
Виступав, зокрема, за клуби «Манчестер Юнайтед» та «Ньюкасл Юнайтед», а також національну збірну Північної Ірландії, з якою був учасником двох чемпіонатів світу.

## Клубна кар'єра
У дорослому футболі дебютував 1974 року виступами за команду «Манчестер Юнайтед», в якій провів п'ять сезонів, взявши участь у 87 матчах чемпіонату. У 1977 році виграв спочатку Кубок Англії, вийшовши на заміну замість Гордона Гілла в фінальному матчі проти «Ліверпуля», а потім і Суперкубок Англії, замінивши по ходу матчу Джиммі Грінгоффа. Всього він провів за клуб 109 матчів в усіх турнірах і забив 8 голів, так і не ставши основним гравцем.
У 1979 році був проданий у «Квінз Парк Рейнджерс» за £200 000 і провів наступні півтора роки у Другому дивізіоні.
В 1981 році Маккрірі перейшов в клуб Північноамериканської футбольної ліги «Талса Рафнекс», в якому провів сезони 1981 і 1982 року (в той же час за клуб грав партнер Маккрірі за збірною Північної Ірландії та ексгравець «Манчестер Юнайтед» Кріс Макграт).

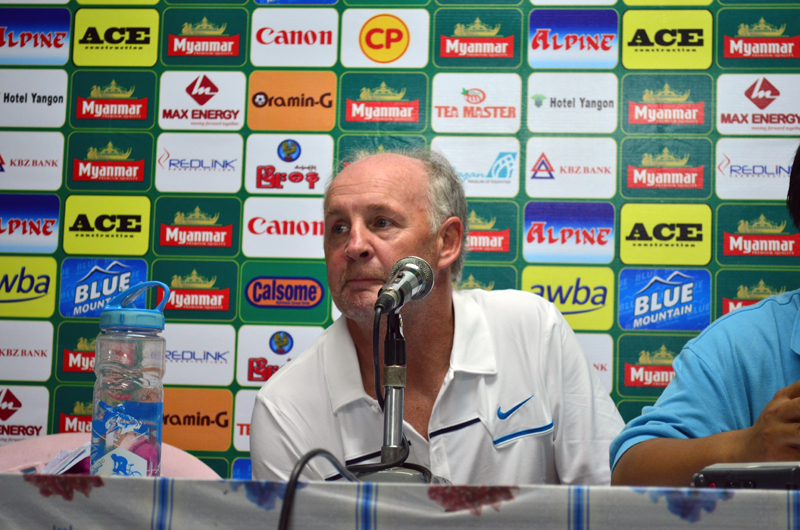
Девід Маккрірі під час роботи з клубом «Магуе». 2012 рік.

У 1982 році Маккрірі повернувся до Англії і перейшов у «Ньюкасл Юнайтед». У сезоні 1983/84 він допоміг «сорокам» завоювати путівку в Перший дивізіон, де провів з клубом ще 5 сезонів. У 1989 році він покинув «Ньюкасл», після чого грав за шведський «ГІФ Сундсвалль», шотландський «Гарт оф Мідлотіан», північноірландський «Колрейн», а також нижчолігові англійські «Гартлпул Юнайтед» та «Карлайл Юнайтед». У «Карлайлі» Маккрірі був граючим тренером з 1992 по 1994 роки. У сезоні 1993/94 вивів «Карлайл» в плей-оф Третього дивізіону, проте поступився в ньому клубу «Віком Вондерерз».
У 1994 році Девід повернувся в «Гартлпул» в теж в статусі граючого тренера, але через один сезон пішов з клубу, завершивши кар'єру гравця. Згодом працював тренером і скаутом в клубах MLS, співпрацюючи з такими особистостями як Брюс Арена, Дейв Сарачан і Рінус Міхелс, був європейським консультантом аргентинського клубу «Бока Хуніорс», а також головним тренером клубів «Магуе» з М'янми та «Сабах» з Малайзії.

## Виступи за збірну
8 травня 1976 року дебютував в офіційних іграх у складі національної збірної Північної Ірландії в матчі Домашнього чемпіонату Великої Британії проти Шотландії (0:3).
У складі збірної був учасником чемпіонату світу 1982 року в Іспанії, на якому провів усі п'ять ігор та допоміг команді сенсаційно обіграти господарів збірну Іспанії 1:0. У наступному чемпіонаті світу 1986 року у Мексиці Маккрірі теж був включений до заявки і зіграв у всіх трьох матчах, але цього разу острів'яни не змогли вийти з групи.
Загалом протягом кар'єри у національній команді, яка тривала 15 років, провів у її формі 67 матчів.

## Титули і досягнення
- Володар Кубка Англії з футболу (1):

«Манчестер Юнайтед»: 1976/77
- Володар Суперкубка Англії з футболу (1):

«Манчестер Юнайтед»: 1977